# العلاقات الأسترالية الفلبينية
تشمل العلاقات الأسترالية الفلبينية مجموعة واسعة من مجالات التعاون، ومن ضمنها العلاقات السياسية، والاقتصادية، والتنموية، والدفاعية، والأمنية والثقافية. تملك أستراليا سفارة في مانيلا، وتملك الفلبين سفارة في كانبرا وقنصلية عامة في سيدني وبريزبان وأديلايد وداروين.

## العلاقات الثنائية الحالية
تتمتع أستراليا والفلبين بتاريخ طويل من التعاون الثنائي. نمت العلاقات بينهما لتشمل ارتباطًا متزايدًا ودائمًا بين الناس، والمساعدة الإنمائية نحو النمو المستدام، والتجارة والاستثمار لتوسيع العلاقات الاقتصادية، والدفاع، والتعاون في إنفاذ القانون.
يملك البلدان 120 اتفاقية على الأقل تهدف إلى تعزيز الروابط والتعاون السياسي، والأمني، والاقتصادي، والاجتماعي والثقافي. يتناوب البلدان على استضافة الاجتماع الوزاري الفلبيني الأسترالي. يحدد الاجتماع اتجاه ورؤية العلاقات الثنائية بين الفلبين وأستراليا، ويُعد منتدى لمناقشة المبادرات والأنشطة لتعزيز الشراكة الثنائية. استضافت أستراليا الاجتماع الأول في عام 2008، واستضافت الفلبين الاجتماع الرابع في فبراير عام 2014.

### شراكة شاملة
التقى الرئيس الفلبيني آنذاك بنيغنو إس. آكينو برئيس الوزراء الأسترالي مالكولم تورنبول في 18 نوفمبر عام 2015، والذي كانت أول زيارة له إلى الفلبين، ووقعا على الإعلان المشترك حول الشراكة الفلبينية الأسترالية الشاملة. يقر هذا الإعلان بالأهمية المتزايدة للعلاقات الفلبينية الأسترالية، ويُعد أساس العلاقات في المستقبل. أجرى الرئيسان مناقشات موسعة حول كيفية زيادة تحسين العلاقات الثنائية، وتعزيز التعاون والمشاركة في القضايا الإقليمية والدولية.
أعادت الفلبين وأستراليا من خلال الإعلان التأكيد على أهمية المشاركة والتعاون في المجالات السياسية، والدفاعية، والأمنية، وإنفاذ القانون، ومكافحة الإرهاب من بين مجالات أخرى. تبادل الرئيسان وجهات النظر حول التحديات الأمنية الإقليمية، والتي تشمل الأمن البحري. يلتزم البلدان بإجراء المزيد من الأنشطة «الموضوعية والهادفة» بين القوات المسلحة الفلبينية وقوات الدفاع الأسترالية لتعزيز الصداقة والضمانات وتعزيز العمل المشترك.
شكر الرئيس آكينو رئيس الوزراء تورنبول على دعم أستراليا المستمر لتطوير الجيش الفلبيني؛ بما في ذلك المساهمة الأخيرة لسفينتي إنزال ثقيلتين في البحرية الفلبينية. تُعد هذه أصولًا مهمة للدفاع الفلبيني بالإضافة إلى أنشطة الاستجابة للكوارث. وُظِّفت إحدى هذه السفن في عمليات الإغاثة التابعة للبحرية الفلبينية في أعقاب إعصار كوبو.
تملك أستراليا تاريخًا طويلًا في تقديم الدعم للمجتمعات والحكومة الفلبينية، وذلك عندما يتعلق الأمر بالحد من مخاطر الكوارث وإدارتها. تتمثل إحدى هذه المساعدات في تمويل برنامج المرونة والاستعداد نحو التنمية الشاملة، والذي يهدف إلى تعزيز قدرات إدارة مخاطر الكوارث في الفلبين.
ساهمت استثمارات المساعدات الأسترالية في الفلبين بشكل كبير في مجالات مثل التعليم وتطوير البنية التحتية. يوجد أيضًا برنامج بناء المدارس للتعليم الأساسي، ومرفق إدارة الطرق بالمقاطعة، وصندوق مينداناو الاستئماني (برنامج إعادة الإعمار والتنمية) من بين برامج أخرى.
يشعر الرئيس آكينو ورئيس الوزراء تورنبول بالقلق من الحاجة إلى زيادة التجارة الثنائية بين بلديهما. دعمت أستراليا برامج الشراكة الفلبينية بين القطاعين العام والخاص؛ والتي توفر بيئة سياسية وقانونية ومؤسسية وتنظيمية أقوى للشراكات بين القطاعين العام والخاص.
قدم آكينو وتورنبول مذكرة التفاهم الفلبينية الأسترالية بشأن التعاون في التعليم والتدريب التقني والمهني فيما يتعلق بالتبادلات بين الأفراد؛ وتتساعد هذه المبادرة في تسهيل تبادل المعلومات عندما يتعلق الأمر ببناء القدرات وأخلاقيات العمل للفلبينيين والأستراليين.
صدق مجلس الشيوخ الفلبيني على اتفاقية القوات الزائرة الفلبينية الأسترالية في 24 يوليو عام 2012. وفرت الاتفاقية «إطارًا قانونيًا أكثر شمولًا لوجود قوات دولة في أخرى». تمارس الاتفاقية المعاملة بالمثل. تتضمن الاتفاقية قضايا العالم الحقيقي، بما في ذلك الهجرة والجمارك، والترتيبات لزيارة القوات لارتداء الزي الرسمي أثناء تواجدهم في الدولة الأخرى، والسلطة القضائية الجنائية والمدنية على القوات الزائرة أثناء تواجدها في الدولة الأخرى. وقع البلدان على الاتفاقية في 31 مايو عام 2007. مكن التصديق على الاتفاقية من دخولها حيز التنفيذ.
التقى وزير الخارجية الفلبيني السيد ألبرت ديل روزاريو، ووزير التجارة والصناعة السيد غريغوري دومينغو مع وزيرة الخارجية الأسترالية السيدة جولي بيشوب ووزير التجارة والاستثمار أندرو روب في الاجتماع الوزاري الرابع بين الفلبين وأستراليا في 20 فبراير عام 2014. وافق أمناء السر والوزراء على أن الفلبين وأستراليا ستحافظان على التعاون الثنائي، وعلى تطورهما في مسائل الدفاع والأمن، ولاسيما في بدء نفاذ اتفاقية القوات الزائرة الفلبينية الأسترالية. أشاروا أيضًا إلى التنفيذ الناجح للاتفاقية في مجال التدريب في أستراليا لأفراد الدفاع الفلبينيين، واستخدام أصول وأفراد قوة الدفاع الأسترالية لدعم عمليات الإغاثة في إعصار يولاندا.

### زيارات رفيعة المستوى
كانت هناك العديد من الزيارات رفيعة المستوى بين البلدين منذ إقامة العلاقات الدبلوماسية. ذهب نائب الرئيس كارلوس بّي. غارسيا في زيارة رسمية إلى أستراليا عند وفاة الرئيس رامون ماجسايساي المفاجئة؛ وعاد إلى الفلبين لتولي الرئاسة وقضاء الأشهر الثمانية الأخيرة من ولاية ماجسايساي. زار الرئيس فرديناند ماركوس أستراليا في الفترة منذ 21 حتى 24 ديسمبر عام 1967 لحضور حفل تأبين رئيس الوزراء هارولد هولت. ذهب الرئيس فيدل فالديس راموس بزيارة دولة إلى أستراليا في عام 1995، وزارت الرئيسة غلوريا ماكاباغال أرويو أستراليا مرتين. حصلت زيارة الدولة الأولى في مايو عام 2007 والثانية في سبتمبر عام 2007 لحضور الاجتماع الخامس عشر للقادة الاقتصاديين لمنظمة التعاون الاقتصادي لآسيا والمحيط الهادئ. كان الرئيس بنيغنو إس. آكينو آخر من زار أستراليا في أكتوبر عام 2012.

## الوجهة دراسية
تُعد أستراليا إحدى الدول الرائدة في مجال التعليم، فجذب نظامها التعليمي المتقدم ملايين الطلاب الدوليين للدراسة في أستراليا، وخاصة الطلاب الفلبينيين.
أعلنت الحكومة الأسترالية في يونيو عام 2011 عن علامة تجارية جديدة هي «فيوتشر أنليميتد» لتعزيز التعليم الأسترالي دوليًا، وحددت أهمية وجود تعليم دولي بمثابة محفز لمستقبل أفضل. أحدثت العلامة ثورة في التعليم الأسترالي، فركزت على نتائجه. يوضح هذا الأهمية العالمية والتطبيق العملي والجودة للمؤسسات الأكاديمية الأسترالية. تطمئن العلامة العائلات إلى أن عائد استثمارها في التعليم الأسترالي يأتي على شكل مستقبل أفضل مع برنامج ومؤهلات ومهارات معترف بها دوليًا.
إن موقع الويب الحكومي الرسمي حول الدراسة في أستراليا هو www.studyinaustralia.gov.au. يحتوي الموقع على «أداة بحث تغطي جميع الدورات والمؤسسات المتاحة للطلاب الدوليين الذين يسعون للحصول على تأشيرة طالب للدراسة الأسترالية». يرتبط الموقع أيضًا بأصناف في اللغات الرئيسية، ويوفر تفاصيل الاتصال في مناطق مختلفة. تملك الحكومة الأسترالية مراكز تعليم أسترالية في مناطق مختارة.
تعترف الجمعيات المهنية الرائدة وأرباب العمل في البلاد وخارجها في الفلبين بالمؤهلات الأسترالية. تعمل لجنة التجارة الأسترالية (أوستريد) في الفلبين على تعزيز التعليم الأسترالي من خلال حملة «الدراسة في أستراليا». تُعد أوستريد مسؤولة عن تشجيع وتنظيم المعارض التي تشارك فيها الكليات والجامعات والمؤسسات الأسترالية. تقبل أوستريد التعليقات والمنشورات على منصة فيسبوك على صفحة الدراسة في أستراليا.

### حماية الطلاب الأجانب
يوجد الكثير من الطلاب الدوليين، وخاصة الفلبينيين، الذين يدرسون في أستراليا بسبب نظامها التعليمي المتطور وجامعاتها العالمية. أوضحت الحكومة الأسترالية حماية طلابها الدوليين. يوفر قانون خدمات التعليم للطلاب الأجانب لعام 2000 المتطلبات والمعايير التشريعية لتنظيم مؤسسات التعليم والتدريب التي تقدم دورات للطلاب الدوليين في أستراليا بتأشيرة طالب. يوفر القانون باختصار حماية الرسوم الدراسية للطلاب الدوليين، ويتجسد الهدف منه أيضًا بحماية مصالح الطلاب الدوليين وتعزيز سجل أستراليا عندما يتعلق الأمر بالتعليم.

## مقارنة بين البلدين
هذه مقارنة عامة ومرجعية للدولتين:
| وجه المقارنة                                              | أستراليا                                   | الفلبين                       |
| --------------------------------------------------------- | ------------------------------------------ | ----------------------------- |
| المساحة (كم2)                                             | 7.69 مليون                                 | 343.45 ألف                    |
| عدد السكان (نسمة)                                         | 24.51 مليون                                | 104.92 مليون                  |
| الكثافة السكانية (ن./كم²)                                 | 3.19                                       | 305.49                        |
| العاصمة                                                   | كانبرا، ملبورن                             | مانيلا                        |
| اللغة الرسمية                                             | لغة إنجليزية                               | اللغة الفلبينية، لغة إنجليزية |
| العملة                                                    | دولار أسترالي، جنيه إسترليني، جنيه أسترالي | بيسو فلبيني                   |
| الناتج المحلي الإجمالي (بليون دولار)                      | 1.32 تريليون                               | 313.60 مليار                  |
| الناتج المحلي الإجمالي (تعادل القوة الشرائية) بليون دولار | 1.10 تريليون                               | 743.90 مليار                  |
| الناتج المحلي الإجمالي الاسمي للفرد دولار أمريكي          | 56.31 ألف                                  | 2.90 ألف                      |
| الناتج المحلي الإجمالي للفرد دولار أمريكي                 | 45.92 ألف                                  | 7.39 ألف                      |
| مؤشر التنمية البشرية                                      | 0.939                                      | 0.668                         |
| رمز المكالمات الدولي                                      | +61                                        | +63                           |
| رمز الإنترنت                                              | .au                                        | .ph                           |
| المنطقة الزمنية                                           |                                            | توقيت الفلبين                 |

## مدن متوأمة
في ما يلي قائمة باتفاقيات التوأمة بين مدن أسترالية وفلبينية:
- ترتبط سيدني مع مانيلا باتفاقية توأمة منذ 16 سبتمبر 1980.[34]

## منظمات دولية مشتركة
يشترك البلدان في عضوية مجموعة من المنظمات الدولية، منها:
| علم المنظمة | اسم المنظمة                                      | تاريخ انضمام أستراليا | تاريخ انضمام الفلبين |
| ----------- | ------------------------------------------------ | --------------------- | -------------------- |
|             | منتدى آسيان الإقليمي ‏                            | ?                     | ?                    |
|             | البنك الدولي للإنشاء والتعمير                    | 5 أغسطس 1947          | 27 ديسمبر 1945       |
|             | بنك التنمية الآسيوي                              | 1966                  | 1966                 |
|             | يونسكو                                           | 4 نوفمبر 1946         | 21 نوفمبر 1946       |
|             | سياتو                                            | ?                     | ?                    |
|             | أسيان                                            | ?                     | 8 أغسطس 1967         |
|             | الاتحاد البريدي العالمي                          | ?                     | ?                    |
|             | منظمة الشرطة الجنائية الدولية                    | ?                     | ?                    |
|             | الأمم المتحدة                                    | 1 نوفمبر 1945         | 24 أكتوبر 1945       |
|             | منتدى التعاون الاقتصادي لدول آسيا والمحيط الهادئ | 6 نوفمبر 1989         | 6 نوفمبر 1989        |
|             | مؤسسة التنمية الدولية                            | 24 سبتمبر 1960        | 28 أكتوبر 1960       |
|             | المنظمة الهيدروغرافية الدولية                    | ?                     | ?                    |
|             | منظمة التجارة العالمية                           | ?                     | 1995                 |
|             | وكالة ضمان الاستثمار متعدد الأطراف               | 10 فبراير 1999        | 8 فبراير 1994        |
|             | الاتحاد الدولي للاتصالات                         | 27 مايو 1878          | 25 مايو 1912         |
|             | مؤسسة التمويل الدولية                            | 20 يوليو 1956         | 12 أغسطس 1957        |
|             | الفريق المعني برصد الأرض                         | ?                     | ?                    |
|             | منظمة حظر الأسلحة الكيميائية                     | ?                     | ?                    |
|             | المركز الدولي لتسوية المنازعات الاستشارية        | 1 يونيو 1991          | 17 ديسمبر 1978       |

## أعلام
هذه قائمة لبعض الشخصيات التي تربطها علاقات بالبلدين:
- آن كورتيس (17 فبراير 1985[52] – )
- أليسون باي (لاعبة كرة مضرب أسترالية، 18 يناير 1990 – )
- أوليفر سوندرز (26 يونيو 1987 – )
- إزرائيل كروز (موسيقي أسترالي، 1983 – )
- إيان رمزي (لاعب كرة قدم أسترالي، 27 فبراير 1988[53] – )
- بوب مورلي (ممثل أسترالي، 20 ديسمبر 1984 – )
- جيسون كوبلر (لاعب كرة مضرب أسترالي، 19 مايو 1993 – )
- جيمس ريد (11 مايو 1993 – )
- ديليا ألبرت (دبلوماسية فلبينية، 11 أغسطس 1942 – )
- ريبيكا جاكسون مندوزا (1973[54] – )
- كاتريونا غراي (عارضة أزياء فلبينيّة وملكة جمال الكون لعام 2018، 6 يناير 1994 – )
- ليتيسيا راموس شاهاني (سياسية فلبينية، 30 سبتمبر 1929 – 20 مارس 2017)
- ميلاني فاليجو (ممثلة أسترالية، 27 أكتوبر 1979[55] – )
- ناتالي ميندوزا (12 أغسطس 1978 – )
- ياسمين كورتس-سميث (6 أبريل 1994 – )

## وصلات خارجية
- موقع وزارة الخارجية الأسترالية
- موقع وزارة الخارجية الفلبينية